# Mannesi
I mannesi (in mannese: ny Manninee, in inglese: Manx) sono il popolo, il gruppo etnico predominante sull'Isola di Man. La loro origine è celtica, tuttavia, in diversi periodi della loro storia, hanno subito un'influenza significativa dai popoli scandinavi e dagli inglesi. Il numero totale sull'Isola di Man è di circa 47.000 persone, ci sono anche grandi diaspore in diversi stati. La maggior parte dei moderni mannesi parla inglese, mentre si tenta di rilanciare la lingua celtica mannese.

## Storia
L'Isola di Man si popolò poco dopo la fine dell'ultima era glaciale. I Celti si insediarono sull'isola poco prima che la Gran Bretagna fosse conquistata dall'esercito dell'Impero Romano. L'Isola di Man non fu conquistata dai romani. Intorno al V o VI secolo, i Celti dall'Irlanda iniziarono a migrare verso Man e la popolazione precedente apparentemente si mescolò con loro. Allo stesso tempo, la lingua mannese subì un cambiamento, che è ancora più vicino al gaelico irlandese che al gallese ad esempio. Alla fine dell'VIII secolo, a seguito della Battaglia di Skuhil, l'isola fu catturata dai vichinghi, che in seguito la usarono come base per le loro incursioni sulle terre circostanti. Il Regno delle Isole fu fondato dai vichinghi, incluso non solo Man, ma anche le varie isole della Scozia sulle coste occidentali e settentrionali. La città principale dell'isola a quel tempo era Castletown. I Vichinghi crearono anche il Tynwald, l'organo di governo che esiste sull'isola fino ad oggi. Nel XIII secolo, fu formata la lingua gaelica mannese.
Nel 1266, il re norvegese Magnus VI di Labinet cedette l'Isola di Man alla Scozia. Durante le guerre tra Scozia e Inghilterra, l'isola cambiò più volte le mani, fino a quando alla fine del XIV secolo cadde sotto il controllo degli inglesi. La gestione dell'isola fu affidata al clan di Montakut. Secondo i dati del 1764, sull'Isola di Man c'erano circa 20.000 abitanti, la maggior parte dei quali capiva l'inglese. La famiglia reale britannica acquistò l'isola nel 1765, ma non divenne parte della Gran Bretagna, ma fu trasformata in una colonia della corona. Nel 1866, Man ricevette lo status di dipendenza della corona e un autogoverno parziale. Fino al XX secolo, il ritiro a lungo termine dall'uso della lingua mannese ha portato alla sua scomparsa quasi completa. Nel 1874, circa il 30% della popolazione parlava mannese, mentre nel 1921 era solo l'1,1%.

## Popolazione
Secondo il censimento del 2006, 80.058 persone vivevano sull'Isola di Man, il 47,6% delle quali era nata lì. In quest'ultimo censimento i mannesi non hanno avuto la possibilità di scegliere la loro etnia nel rispondere alla corrispondente domanda e, di conseguenza, sono stati tutti registrati come "britannici". Secondo il censimento del 1981, il 73% degli abitanti, ovvero 47.000 persone, si identificava come mannese. Ci sono diverse organizzazioni nazionaliste sull'Isola di Man, come il Mack Wannin, che sostiene una maggiore autonomia o addirittura una completa indipendenza per Man.

## Migrazioni
Nel corso della sua storia, il popolo mannese è cambiato, in particolare le diaspore sorte nelle colonie britanniche, a seguito delle quali molti discendenti dei mannesi che vivono lì si identificano come britannici. Ad esempio, in Canada, la maggior parte delle persone con radici mannesi hanno risposto alla domanda sulla loro origine etnica considerandosi britannici.
Gli immigranti mannesi arrivarono per la prima volta nel Nord America nel XVII secolo. Il più famoso di quei tempi era Miles Standish, uno dei capi militari dei primi coloni. Le terre dell'Ohio divennero il territorio più popolare per la migrazione tra i mannesi, e 194 nativi dell'Isola di Man vivevano a Cleveland, secondo il censimento del 1848. A partire dal 1880, negli Stati Uniti vivevano 2.043 nativi dell'isola. I mannesi emigrarono anche in Canada, nell'Ontario e nella Columbia Britannica.
Inoltre, vi fu una grande migrazione dei mannesi in Inghilterra. Le città inglesi colpite dalla migrazione mannese erano Liverpool, Barrow e Bournemouth, nonché Londra. Le più grandi diaspore di mannesi presero forma a Liverpool e Londra. I migranti di Man lavoravano principalmente nelle miniere di carbone e nei porti.

## Cultura
La cultura mannese è una sintesi delle tradizioni celtiche e scandinave. Secondo la mitologia mannese, l'isola era un tempo governata dal dio del mare Manannan, per conto del quale si ritiene che Man abbia ricevuto il suo nome. Altri personaggi famosi del folklore locale sono il Buggane, uno spirito che, secondo la credenza popolare, vive vicino alla chiesa di San Triniana, e Maut Dow, un cane fantasma che presumibilmente viveva nel vicino Castello di Peel. Le storie di cani fantasma sono comuni anche in Inghilterra e Scozia. Alcune leggende dell'Isola di Man riguardano l'arrivo di Re Artù su Avalon.
La maggior parte dei credenti mannesi appartiene alla Chiesa d'Inghilterra e la diocesi locale fu fondata nel 1154. La chiesa metodista ha quasi tanti parrocchiani sull'isola quanto gli anglicani. Inoltre, ci sono poche altre chiese protestanti sull'isola.
Il mare è sempre stato la base dell'artigianato tradizionale degli abitanti dell'isola. Per secoli, la pesca è stata la componente più importante dell'economia di Man. In relazione all'importanza della pesca, sull'isola sono state sviluppate attività connesse come la costruzione di imbarcazioni, la produzione di reti e vele, la lavorazione e la conservazione del pesce.